# Les Coteaux Périgourdins
Les Coteaux Périgourdins est, depuis le 1er janvier 2017, une commune nouvelle française située dans le département de la Dordogne, en région Nouvelle-Aquitaine.

## Géographie

### Généralités
Limitrophe du département de la Corrèze, la commune des Coteaux Périgourdins est située à l'extrême est du département de la Dordogne, en Périgord noir.
La commune nouvelle regroupe les anciennes communes de Chavagnac et Grèzes, qui deviennent des communes déléguées le 1er janvier 2017. C'est une commune rurale qui fait partie de l'aire d'attraction de Brive-la-Gaillarde, zonage d’étude défini par l'Insee, qui a remplacé en 2020 l'aire urbaine de Brive-la-Gaillarde dont elle faisait partie.
Son chef-lieu se situe à Chavagnac dont le bourg, implanté à l'intersection des routes départementales (RD) 60 et 63, est éloigné, en distances orthodromiques, de sept kilomètres au sud-est du centre-ville de Terrasson-Lavilledieu et de quinze kilomètres au sud-ouest de celui de Brive-la-Gaillarde.
| Carte des Coteaux Périgourdins. |

### Communes limitrophes
La commune des Coteaux Périgourdins est limitrophe de huit autres communes, dont trois dans le département de la Corrèze.
| Terrasson-Lavilledieu | Pazayac              | La Feuillade                                       |
|                       | Coteaux Périgourdins | Larche (Corrèze), Saint-Cernin-de-Larche (Corrèze) |
| La Dornac             | Nadaillac            | Chartrier-Ferrière (Corrèze)                       |

### Géologie et relief

#### Géologie
Situé sur la plaque nord du Bassin aquitain et bordé à son extrémité nord-est par une frange du Massif central, le département de la Dordogne présente une grande diversité géologique. Les terrains sont disposés en profondeur en strates régulières, témoins d'une sédimentation sur cette ancienne plate-forme marine. Le département peut ainsi être découpé sur le plan géologique en quatre gradins différenciés selon leur âge géologique. Les Coteaux Périgourdins est située dans le deuxième gradin à partir du nord-est, un plateau formé de roches calcaires très dures du Jurassique que la mer a déposées par sédimentation chimique carbonatée, en bancs épais et massifs.
Elle est dans le causse de Terrasson qui concerne quelques communes, au sud de Terrasson-Lavilledieu, sur les coteaux en rive gauche de la Vézère.
Les couches affleurantes sur le territoire communal sont constituées de formations superficielles du Quaternaire datant du Cénozoïque et de roches sédimentaires du Mésozoïque. La formation la plus ancienne, notée t, date du Trias indifférencié, composée de grès grossiers à la base, psammites rouges micacées, sables blanc, parfois bariolés, kaoliniques à galets, puis sables fins à filets argileux verdâtres et sables grossiers au sommet. La formation la plus récente, notée CFvs, fait partie des formations superficielles de type colluvions carbonatées de vallons secs : sable limoneux à débris calcaires et argile sableuse à débris. Le descriptif de ces couches est détaillé dans  la feuille « no 784 - Terrasson » de la carte géologique au 1/50 000 de la France métropolitaine, et sa notice associée.

Carte géologique des Coteaux Périgourdins.

#### Relief et paysages
Le département de la Dordogne se présente comme un vaste plateau incliné du nord-est (491 m, à la forêt de Vieillecour dans le Nontronnais, à Saint-Pierre-de-Frugie) au sud-ouest (2 m à Lamothe-Montravel). L'altitude du territoire communal varie quant à elle entre 112 m et 357 m.
Dans le cadre de la Convention européenne du paysage entrée en vigueur en France le 1er juillet 2006, renforcée par la loi du 8 août 2016 pour la reconquête de la biodiversité, de la nature et des paysages, un atlas des paysages de la Dordogne a été élaboré sous maîtrise d’ouvrage de l’État et publié en octobre 2020. Les paysages du département s'organisent en huit unités paysagères et 14 sous-unités. La commune fait partie du Périgord noir, un paysage vallonné et forestier, qui ne s’ouvre que ponctuellement autour de vallées-couloirs et d’une multitude de clairières de toutes tailles. Il s'étend du nord de la Vézère au sud de la Dordogne (en amont de Lalinde) et est riche d’un patrimoine exceptionnel.
La superficie cadastrale de la commune publiée par l'Insee, qui sert de référence dans toutes les statistiques, est de 19,47 km2,.

### Hydrographie

#### Réseau hydrographique
La commune est située dans le bassin de la Dordogne au sein du Bassin Adour-Garonne. Elle est drainée par divers petits cours d'eau, qui constituent un réseau hydrographique de 5,5 km de longueur totale,,.

#### Gestion et qualité des eaux
Le territoire communal est couvert par le schéma d'aménagement et de gestion des eaux (SAGE) « Vézère-Corrèze ». Ce document de planification, dont le territoire regroupe les bassins versants de la Vézère et de la Corrèze, d'une superficie de 3 730 km2 est en cours d'élaboration. La structure porteuse de l'élaboration et de la mise en œuvre est le conseil départemental de la Corrèze. Il définit sur son territoire les objectifs généraux d’utilisation, de mise en valeur et de protection quantitative et qualitative des ressources en eau superficielle et souterraine, en respect des objectifs de qualité définis dans le troisième SDAGE  du Bassin Adour-Garonne qui couvre la période 2022-2027, approuvé le 30 mai 2023.
La qualité des eaux de baignade et des cours d’eau peut être consultée sur un site dédié géré par les agences de l’eau et l’Agence française pour la biodiversité.

### Climat
Pour des articles plus généraux, voir Climat de la Nouvelle-Aquitaine et Climat de la Dordogne.
Historiquement, la commune est exposée à un climat océanique aquitain.  
En 2020, Météo-France publie une typologie des climats de la France métropolitaine dans laquelle la commune est exposée à un climat océanique altéré et est dans la région climatique Ouest et nord-ouest du Massif Central, caractérisée par une pluviométrie annuelle de 900 à 1 500 mm, maximale en automne et en hiver.
Pour la période 1971-2000, la température annuelle moyenne est de 11,7 °C, avec  une amplitude thermique annuelle de 15 °C. Le cumul annuel moyen de précipitations est de 1 005 mm, avec 12 jours de précipitations en janvier et 6,9 jours en juillet. Pour la période 1991-2020, la température moyenne annuelle observée sur la station météorologique la plus proche, située sur la commune de Nespouls à 11 km à vol d'oiseau, est de 12,6 °C et le cumul annuel moyen de précipitations est de 836,4 mm,. Pour l'avenir, les paramètres climatiques de la commune estimés pour 2050 selon différents scénarios d’émission de gaz à effet de serre sont consultables sur un site dédié publié par Météo-France en novembre 2022.

## Urbanisme

### Typologie
Au 1er janvier 2024, Les Coteaux Périgourdins est catégorisée commune rurale à habitat très dispersé, selon la nouvelle grille communale de densité à 7 niveaux définie par l'Insee en 2022.
Elle est située hors unité urbaine. Par ailleurs la commune fait partie de l'aire d'attraction de Brive-la-Gaillarde, dont elle est une commune de la couronne,. Cette aire, qui regroupe 80 communes, est catégorisée dans les aires de 50 000 à moins de 200 000 habitants,.

### Villages, hameaux et lieux-dits
Outre les bourgs de Chavagnac et de Grèzes proprement dits, le territoire se compose d'autres villages ou hameaux, ainsi que de lieux-dits détaillés sur cet article et celui-ci.

## Histoire
Les Coteaux Périgourdins est une commune nouvelle créée le 29 juin 2016 pour une prise d'effet au 1er janvier 2017,.

## Politique et administration

### Rattachements administratifs et électoraux
La commune des Coteaux Périgourdins dépend de l'arrondissement de Sarlat-la-Canéda.
Sur le plan électoral, elle dépend du canton de Terrasson-Lavilledieu et de la 4e circonscription législative.

### Intercommunalité
À sa création en 2017, elle fait partie de la communauté de communes du Terrassonnais en Périgord noir Thenon Hautefort, renommée communauté de communes Terrassonnais Haut Périgord Noir en octobre 2021.

### Communes déléguées
| Nom               | Code Insee | Intercommunalité                    | Superficie (km2) | Population (dernière pop. légale) | Densité (hab./km2) |
| ----------------- | ---------- | ----------------------------------- | ---------------- | --------------------------------- | ------------------ |
| Chavagnac (siège) | 24117      | CC Terrassonnais Haut Périgord Noir | 13,59            | 382 (2016)                        | 28                 |
| Grèzes            | 24204      | CC Terrassonnais Haut Périgord Noir | 5,88             | 205 (2016)                        | 35                 |

### Administration municipale
Pendant une période courant jusqu'au prochain renouvellement des conseils municipaux (prévu en 2020), le conseil municipal de la nouvelle commune est constitué de l'ensemble des conseillers municipaux des anciennes communes (onze pour chacune des deux communes, soit un total de vingt-deux). Le maire de la nouvelle commune est élu début 2017. Les maires des anciennes communes deviennent maires délégués de celles-ci.
La population de la commune étant comprise entre 500 et 1 499 habitants au recensement de 2017, quinze conseillers municipaux auraient dû être élus en 2020. Cependant, s'agissant du premier renouvellement du conseil municipal d'une commune nouvelle, le nombre de conseillers élus est celui de la strate supérieure, soit dix-neuf.

### Liste des maires
| Période                                  | Période      | Identité            | Étiquette | Qualité                           |
| ---------------------------------------- | ------------ | ------------------- | --------- | --------------------------------- |
| Les données manquantes sont à compléter. |              |                     |           |                                   |
| janvier 2017                             | juillet 2020 | Jean-Marie Salvetat |           | ex-maire de Chavagnac (2011-2016) |
| juillet 2020                             | En cours     | Jean-Marie Chanquoi | DVD       | Agriculteur retraité              |

## Équipements et services publics

### Justice
Dans le domaine judiciaire, Les Coteaux Périgourdins relèvent : 
- du tribunal judiciaire, du tribunal pour enfants, du conseil de prud'hommes et du tribunal de commerce de Périgueux ;
- du pôle Nationalité du tribunal judiciaire de Périgueux (compétent uniquement dans le domaine de la nationalité) ;
- de la cour d'appel, du tribunal administratif et de la cour administrative d'appel de Bordeaux.

## Population et société

### Démographie
Les habitants de la commune se nomment les Costellois périgourdins.
L'évolution du nombre d'habitants est connue à travers les recensements de la population effectués dans la commune depuis sa création.

En 2022, la commune comptait 551 habitants.
| 2017 | 2018 | 2019 | 2020 | 2022 |
| ---- | ---- | ---- | ---- | ---- |
| 590  | 581  | 572  | 563  | 551  |

## Économie

### Emploi
En 2016, sur le territoire correspondant à la commune des Coteaux Périgourdins dans sa configuration de 2017, parmi la population communale comprise entre 15 et 64 ans, les actifs représentaient 300 personnes, soit 51,1 % de la population municipale. Il y avait 26 chômeurs, soit un taux de chômage de cette population active de 8,6 %.

### Établissements
Au 31 décembre 2015, sur ce même territoire, la commune comptait 54 établissements, dont dix-huit au niveau des commerces, transports ou services, quatorze dans l'agriculture, la sylviculture ou la pêche, huit relatifs au secteur administratif, à l'enseignement, à la santé ou à l'action sociale, dix dans la construction, et quatre dans l'industrie.

## Culture locale et patrimoine

### Personnalités liées à la commune
- Danièle Mazet-Delpeuch (1942-2024), qui fut cuisinière personnelle de François Mitterrand et première femme cuisinière à l'Élysée, a vécu dans son enfance à la ferme de la Borderie, à Chavagnac, commune où elle a ensuite ouvert une table d'hôtes[44],[45].

## Pour approfondir